# Amor incondicional
O amor incondicional é conhecido como o afeto sem quaisquer limitações. Este termo é às vezes associado a outros termos tal como o verdadeiro altruísmo, amor completo. Cada área de conhecimento tem uma certa maneira de descrever o amor incondicional, mas a maioria concorda que é esse tipo de amor que não tem limites e é imutável. É um conceito comparável ao amor verdadeiro, um termo que é mais frequentemente usado para descrever o amor entre amantes. Por outro lado, o amor incondicional é frequentemente usado para descrever o amor entre familiares, companheiros de luta e entre outros em relacionamentos altamente comprometidos. Um exemplo disso é o amor dos pais para os seus filhos, não importa uma nota de prova, uma decisão de mudança de vida, um argumento, ou uma crença forte, a quantidade de amor que permanece entre este vínculo é visto como imutável e incondicional.
Na religião, pensa-se que o amor incondicional faz parte de Os Quatro Amores: afeto, amizade, romance, e incondicional. Em etologia, ou o estudo do comportamento animal, o amor incondicional remete ao altruísmo que por sua vez refere-se ao comportamento de indivíduos que aumentam a aptidão física do outro indivíduo, enquanto diminuem a aptidão física do indivíduo que comete o ato. Na psicologia, o amor incondicional remete a um estado de espírito em que o indivíduo tem o objetivo de aumentar o bem-estar do outro, apesar de qualquer evidência de benefícios para eles mesmos. O termo também é amplamente utilizado na família e em manuais de aconselhamento de casais.